# 座摩神

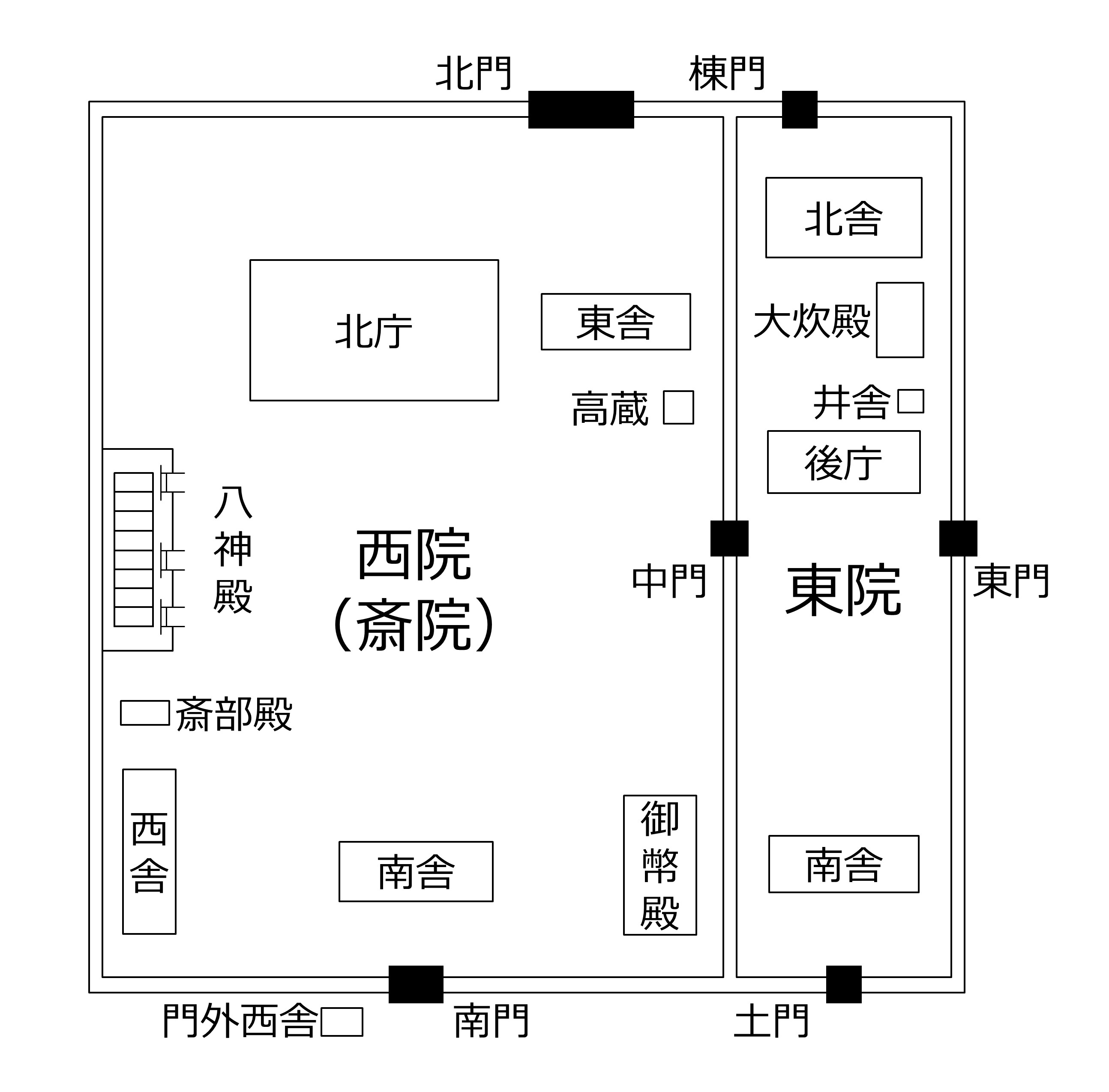
神祇官配置図座摩神の祀られる北庁は西院中央上に位置する。

座摩神（いかすりのかみ/ざまのかみ、坐摩神）は、神祇官西院において祀られた次の5柱の神の総称。
- 生井神（いくゐのかみ/いくいのかみ）
- 福井神（さくゐのかみ/さくいのかみ） - 「栄井神」とも[1]。
- 綱長井神（つながゐのかみ/つながいのかみ）
- 波比祇神（はひきのかみ） - 「婆比支神」とも[1]。
- 阿須波神（あすはのかみ）

## 概要
平安時代の宮中（平安京大内裏）では、神祇官西院において「御巫（みかんなぎ）」と称される女性神職、具体的には大御巫2人（のち3人）・座摩巫1人・御門巫1人・生島巫1人により重要な神々が奉斎されていた。座摩神はそれらのうち座摩巫（いかすりのみかんなぎ、坐摩巫）によって祀られた神々である。
「いかすり」は「居処領（いかしり）」または「居所知」の転と見られ、総じて宮所守護の神々とされる。生井神・福井神・綱長井神は井戸の神々であるが、井泉をもって宮殿の象徴とする様は『万葉集』の「藤原宮御井歌」にも見える。波比祇神・阿須波神については具体的には明らかでないが、『古事記』においては大年神と天和迦流美豆比売の間に生まれた御子神としており、宮中の敷地を守る神々とされる。『古語拾遺』では、これら座摩神を「大宮地の霊（おおみやどころのみたま）」と記している。
神祇官西院では、最重要視される大御巫8神は八神殿に東向きで祀られていたが、他の座摩巫5神・御門巫8神・生島巫2神は北庁内に南向きで祀られたと見られる。座摩神について『延喜式』では祈年祭祝詞・六月月次祭祝詞・神名帳に記述が見えるが、いずれも大御巫8神に次ぐ2番目に位置づけられている。また『延喜式』臨時祭の御巫条・座摩巫条によると、他の御巫は庶民から選んで良かったのに対して、座摩巫だけは都下国造一族の7歳以上の女子から選ぶと規定されている。

## 歴史

### 概史
古くは『続日本紀』において天平9年（737年）に「坐摩御巫」が爵を賜ったと見える。また、前述のように大同2年（807年）編纂の『古語拾遺』で記述が見えるほか、貞観元年（859年）には同じく宮中奉斎の櫛石窓神・豊石窓神・生島神・足島神とともに神階を従四位上に叙せられている。
延長5年（927年）成立の『延喜式』神名帳では、宮中神36座のうちに「座摩巫祭神五座 並大 月次新嘗」として、大社に列するとともに月次祭・新嘗祭では幣帛に預る旨が記されている。
座摩神含む神祇官の祭祀は中世には衰退するが、南北朝時代までは古代の形が維持されていた。しかしながら、その後応仁の乱頃までには完全に廃絶したとされる。

### 神階
- 貞観元年（859年）1月27日、無位から従四位上 （『日本三代実録』） - 表記は「生井神」「福井神」「綱長井神」「波比祇神」「阿須波神」。

## 関連社

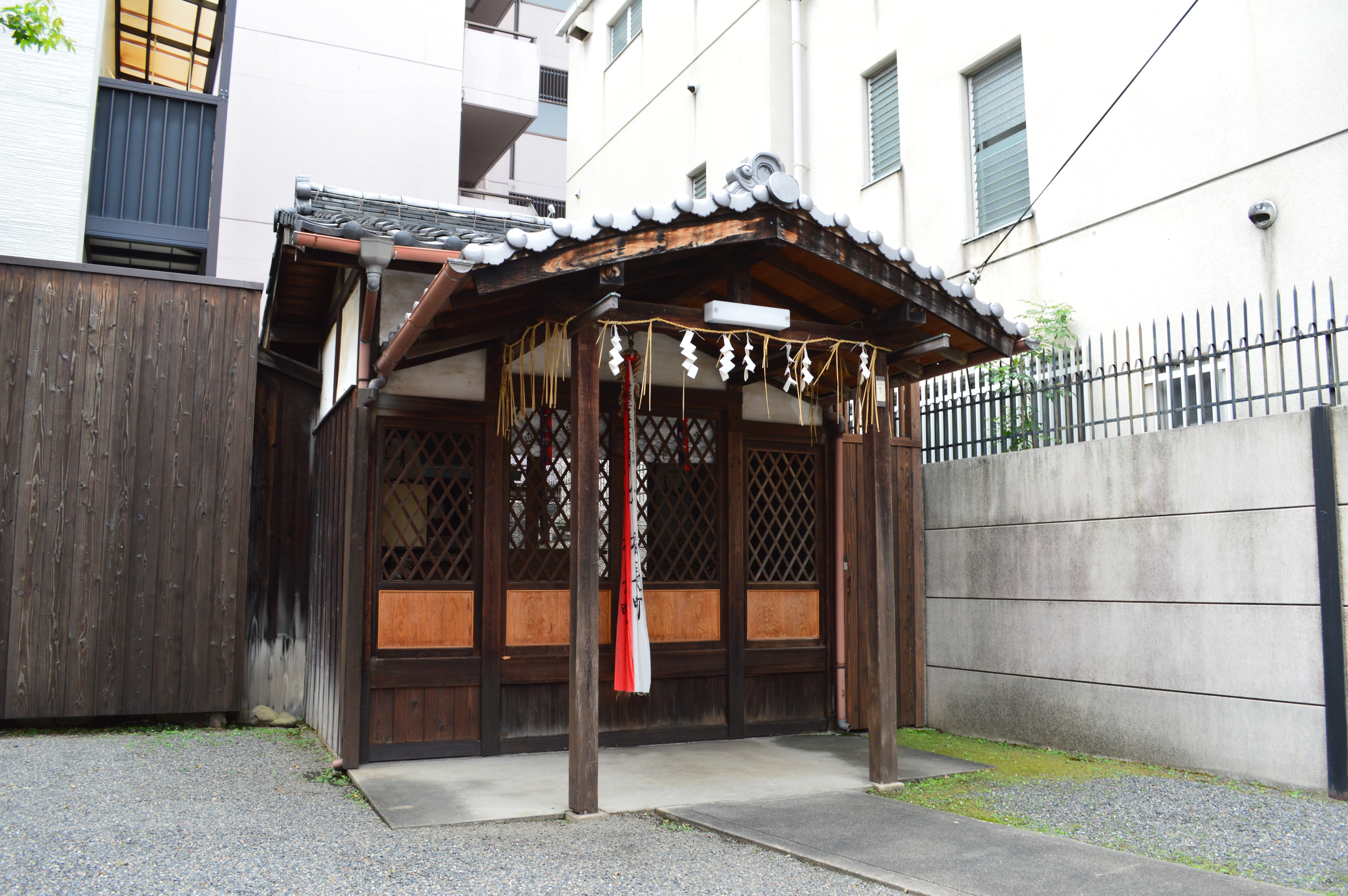
福長神社（京都府京都市）

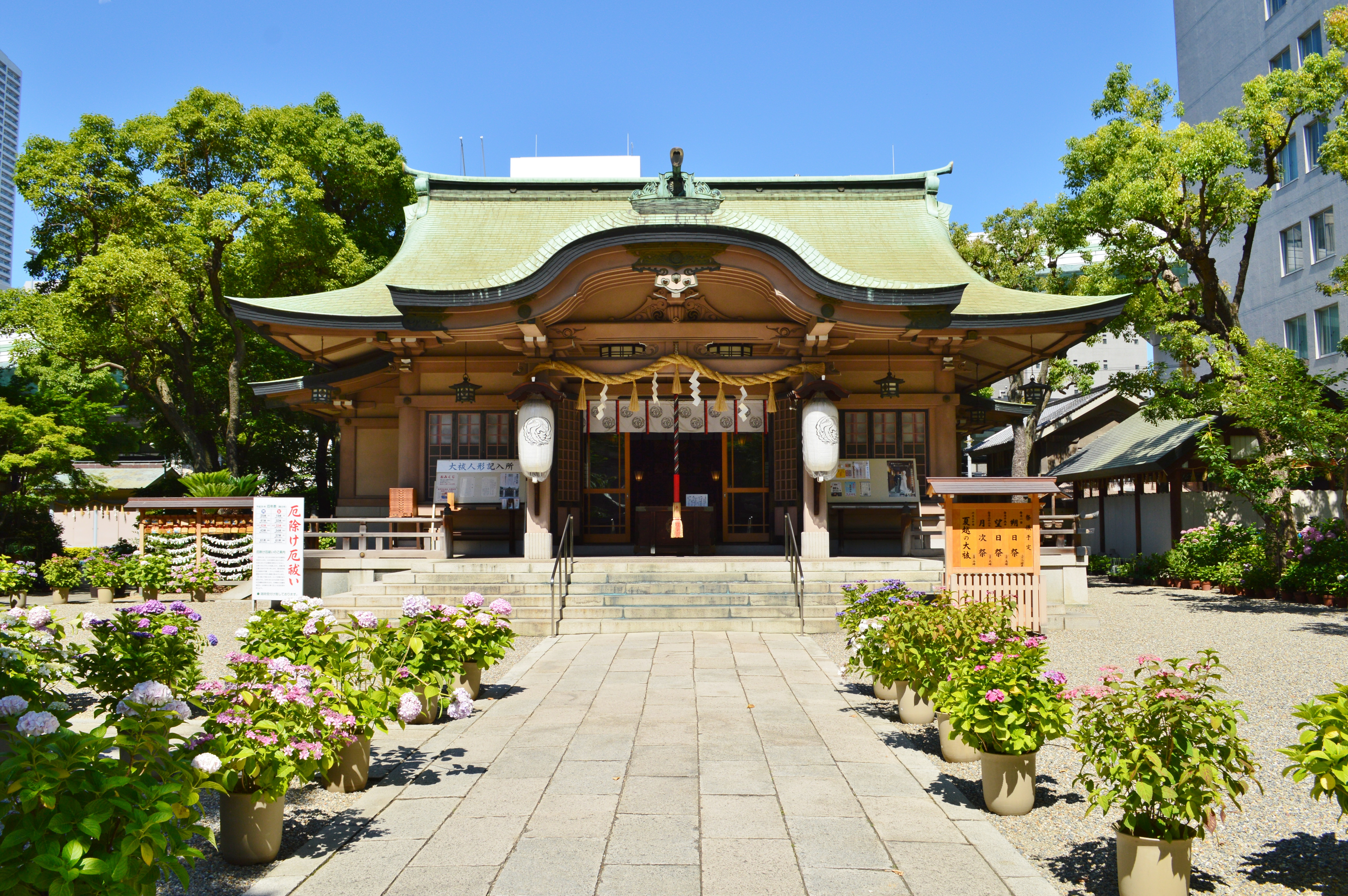
坐摩神社（大阪府大阪市）

古代からの神祇官の祭祀は、応仁の乱頃までには完全に廃絶している。宮中諸神では、大御巫の祀る8神の祭祀は神殿（宮中三殿の1つ）に継承されているが、座摩神含む他の諸神もこの神殿の「天神地祇」のうちに含まれると考えられる。
京都では、福長神社（京都府京都市上京区）が座摩5神のうち福井神・綱長井神の後継社であると伝える。この福長神社は、天正年間（1573年-1592年）頃に現在地に遷座したという。
また、関連社としては坐摩神社（大阪府大阪市中央区）が知られる。坐摩神社神主の渡辺家の伝承では、この家から座摩巫を出したという。この坐摩神社は難波宮での座摩神祭祀に関係する神社と見られ、同じく宮中奉斎神のうちの生島神・足島神を祀る生國魂神社（大阪府大阪市天王寺区）の存在と併せ、朝廷による難波の重要視の様子が指摘される。
以上のほか、足羽神社（福井県福井市）では5神を「大宮地の霊」として祀る。そのため、かつては「福井」という地名を福井神に由来すると見る説があった（現在では「福居」に始まり「福井」に改まったとされる）。

## 関連文献
- 『古事類苑』 神宮司庁編、神祇官祭神項。
  - 『古事類苑 第6冊』（国立国会図書館デジタルコレクション）446-450コマ参照。